# Девольф Гоппер
Вільям ДеВольф Гоппер (англ. William DeWolf Hopper; нар. 30 березня 1858 — пом. 23 вересня 1935) — американський актор, співак, комік і театральний продюсер. Зірка водевіля і мюзиклів, він став відомим за виконання популярної бейсбольної поеми Casey at the Bat.

## Життєпис
Вільям Д'Вольф Гоппер:5 народився в Нью-Йорку в сім'ї Джона Гоппера (нар.1815) і Розалі Д'Вольф (нар.1827). Його батько був заможним адвокатом з протестантської конфесії квакерів, а мати походила з відомої американської колоніальної сім'ї. Батьки планували, що Вільям піде по слідах батька та стане адвокатом, проте Вільяма ніколи не цікавила ця професія.:10 У дитинстві Гоппера-молодшого часто звали просто «Віллі», згодом Вілл або Вольфі, проте коли Гоппер почав займатися своєю акторською кар'єрою, він обрав своїм творчим псевдонімом ім'я «ДеВольф».
ДеВольф дебютував на сцені в Нью-Гейвенського театру 2 жовтня 1878 року. Спочатку він хотів бути серйозним актором, але з його зростом у 196 см та вагою в 100 кг був занадто великий для більшості драматичних ролей.

### Шлюби
За своє життя ДеВольф Гоппер був одружений 6 разів.
- У віці 21 року був уперше одружений з актрисою Гелен Гарднер, своєю двоюрідною сестрою.[5]
- Другою його дружиною була Іда Мошер. Подружжя мало сина, Джона А. Гопера.[5] Розлучилися в 1893 році.[6]
- 1893–1898: Його третьою дружиною була Една Воллес.[6][7]
- 1899–1913: Четвертою дружиною була Нелла Берген, з якою побралися в Лондоні.[5][8]
- 1913–1922: П'ятою дружиною була актриса Гедда Гоппер. Подружжя мало одного сина, Вільяма Гоппера.[9]
- 1925–1935: Шостою дружиною була вокальний інструктор Ліліан Глейзер, що стала вдовою Гоппера.[5]